# Gélose Mossel
Pour les articles homonymes, voir Mossel.
Le milieu Mossel est un milieu de culture utilisé pour le dénombrement de Bacillus cereus dans les produits alimentaires.

## Composition
La composition du milieu et la méthodologie associée ont été publiées en 1967.
- Peptone :	10,0 g
- Extrait de viande	: 1,0 g
- Mannitol	: 10,0 g
- Jaune d'œuf à 20 % : 10 %
- Sulfate de Polymyxine B : 0,01 g
- Rouge de phénol : 0,025 g
- Chlorure de sodium : 10,0 g
- Agar : 14,0 g
- pH = 7,2

## Préparation
40 g par litre. Autoclavage classique[pas clair]. Le jaune d'œuf est ajouté après stérilisation du milieu à l'autoclave dans le milieu en surfusion à raison de 10 % environ de l'émulsion à 20 %.

## Lecture
Selon une fiche fournisseur
- Les colonies rouges sont mannitol -
- Les colonies jaunes sont mannitol + .
- Les colonies entourées d'un halo de précipitation sont lécithinase +. En règle générale, le halo trouble dépasse le halo clair dû à la lipo-protéinase pour Bacillus cereus. Les bactéries cultivant résistent à la polymyxine.